# 仙石政俊
仙石 政俊（せんごく まさとし）は、信濃上田藩の第2代藩主。出石藩仙石家3代。

## 生涯
元和3年（1617年）7月9日、小諸藩の第2代藩主・仙石忠政の長男として小諸で生まれた。寛永5年（1628年）、父の死去により家督を継いで第2代上田藩主となり、寛永11年（1634年）に従五位下・越前守に叙位・任官する。
常陸下館城在番や大坂城加番を務め、慶安3年（1650年）には検地を行なって石直しに務めるなどして藩政の基礎を固めた。寛文7年（1667年）に嫡男の忠俊が早世したため、忠俊の長男で嫡孫の政明を養子に迎え、寛文9年（1669年）2月25日に家督を政明に譲って隠居した。その際、弟の政勝に小県郡2000石（矢沢知行所）を分知し、上田藩の石高は5万8000石となった。隠居後上田城外の諏訪部に住み、直政と改名した。のち剃髪し道休と号する。
延宝2年（1674年）2月25日に死去した。享年58。隠居地諏訪部の芳泉寺に葬られた。